# بائوتو تکنالوجی
بائوتو تکنالوجی (انگلیسی: Baotou Technology) شرکت صنایع شیمیایی چینی است، که در سال ۱۹۹۷ تأسیس شد.